# Curiglia con Monteviasco
Curiglia con Monteviasco là một đô thị ở tỉnh Varese trong vùng Lombardia, có cự ly khoảng 110 km về phía tây bắc của Milan và khoảng 70 km về phía tây bắc của Varese, tại biên giới với Thụy Sĩ. Tại thời điểm ngày 31 tháng 12 năm 2004, đô thị này có dân số 189 người và diện tích là 11,3 km².
Đô thị Curiglia con Monteviasco có các frazioni (đơn vị trực thuộc, chủ yếu là các làng) Curiglia, Monteviasco, Sarona, Alpone, Piero, Viasco, Mulini, Alpe Polusa, Alpe Fontanella, Alpe Cortetti, Alpe Cà del Sasso, Madonna della Guardia, Alpe Rattaiola, Alpe Corte, Alpe Merigetto, Ponte di Piero, Alpe rivo, Alpe Pian Cavurico, và Monte Lema.
Curiglia con Monteviasco giáp các đô thị: Alto Malcantone (Thụy Sĩ), Dumenza, Indemini (Thụy Sĩ), Miglieglia (Thụy Sĩ), Veddasca.